# تل الفري
تل الفري هو موقع أثري قديم يقع على الضفة الشرقية لنهر الفرات في محافظة الرقة في شمال سوريا. ويستمد موقع تل الفري اسمه من اسم قناة ري قديمة، كانت تُعرف باسم «الفري» أي «الفرات الصغير». أصبحت منطقة تل الفري مغمورة تحت مياه بحيرة الأسد المرتفعة في عام 1974.

## الحفريات والمكتشفات الأثرية
بدأت عمليات التنقيب في منطقة تل الفري في عامي 1972 و1973 كجزء من مشروع إنقاذ البقايا الأثرية في المنطقة المحيطة بسد الطبقة، والذي أطلقته منظمة اليونسكو لإنقاذ المواقع المهددة للغرق أسفل بحيرة السد المعروفة باسم بحيرة الأسد، والواقعة خلف سد الطبقة المقام على نهر الفرات بالقرب من مدينة الطبقة. أجريت أولى عمليات التنقيب في منطقة تل الفري بجهود سورية إيطالية مُشتركة، وتحت قيادة كل من عالم الآثار السوري عدنان البني من الخدمة السورية للحفريات الأثرية وباولو ماثياي الذي قاد عمليات التنقيب في مدينة إبلا. وكشفت الحفريات التي عُثر عليها في طبقات تل الفري عن أن المنطقة كانت مأهولة بالسكان في القرن الرابع عشر قبل الميلاد، أو العصر البرونزي المتأخر، وكان هناك معبدان على الأقل في هذه المدينة، من المحتمل أن أحدهما كان مخصصًا لعبادة إله تيسوب إله العواصف. كما عُثر في المنطقة على أطلال عدد من المنازل، وكان اثنان من هذه المنازل ملكا لمسؤولين مهمين من المحتمل أن يكون أحدهما ممثلًا محليًا أو حاكمًا من حكام الدولة الحيثية، بينما كان الآخر مسؤولاً عن صيانة القنوات في المنطقة. وتشير الألواح المسمارية الطينية التي عُثر عليها في منطقة تل الفري إلى أن الموقع كان ينتمي إلى منطقة نفوذ أشتاتا (أسطاتا)، التي تمركزت في منطقة عمار، والتي خضعت لسيطرة مملكة كركميش، عند منبع كل من عمار وتل الفري. تعرضت مدينة تل الفري للتدمير بفعل النيران في القرن الثالث عشر قبل الميلاد، ربما على يد أحد ملوك الدولة الآشورية الوسطى شلمنصر الأول أو توكولتي نينورتا الأول، عندما غزا الآشوريون هذه المنطقة. بناءً على النصوص المسمارية التي عُثر عليها في تل الفري وأماكن أخرى، فمن المُحتمل أن يكون اسم الموقع القديم هو إما ياخاريشا أو شابارو. نُقلت جميع المكتشفات التي عُثر عليها في منطقة تل الفري إلى متحف حلب الوطني حيث تُعرض حاليا.